# Лукаш Сокул
Лукаш Сокул (пол. Łukasz Sokół; народився 12 вересня 1981 у м. Бидгощ, Польща) — польський хокеїст, захисник. Виступає за ГКС (Тихи) у Польській Екстралізі. 
Виступав за КХТ «Криниця», «Сточньовець» (Гданськ), ТКХ «Торунь», ГКС (Тихи).
У складі національної збірної Польщі учасник чемпіонатів світу 2002, 2003 (дивізіон I), 2004 (дивізіон I), 2005 (дивізіон I) і 2006 (дивізіон I). У складі молодіжної збірної Польщі учасник чемпіонатів світу 1999 (група B), 2000 (група B) і 2001 (дивізіон I).
Срібний призер чемпіонату Польщі (2011). Володар Кубка Польщі (2008, 2009, 2010).